# Frederic Vidal i Puig
Frederic Vidal i Puig (Barcelona, 14 de juny de 1882 - Barcelona, 25 de juliol de 1950) fou un artesà moblista, ebenista i vitraller català.

## Biografia
Frederic Vidal va néixer al Passeig de Gràcia de Barcelona, fill de l'ebenista Francesc Vidal i Jevellí i de Mercè Puig i Buscó, ambdós naturals de Barcelona, i germà de la pintora Lluïsa Vidal i Puig, nascuda el 1876. Va heretar la feina del seu pare, però adaptant-se als nous temps i als nous gustos de la clientela de l'època. El 1898 el seu pare el va enviar a Londres a formar-se a la Cloisonné Glass Company, on hi va estar un any, portant posteriorment al taller del seu pare la tècnica del vitrall cloisonné, una innovació de gran repercussió i curta durada, ja que la producció només va abastar de 1899 a 1904. Als tallers Vidal no tan sols es varen produir vitralls cloisonné plans per a portes i finestres, sinó tota mena d'objectes decoratius com llums, pantalles i mobles.
El 1904, Frederic Vidal va marxar a l'Argentina on va viure 9 anys. En tornar va abandonar tota activitat artística. No consta quina va ser la seva activitat durant l'estada sud-americana, si bé un taller vitraller anunciava vitraux cloisonné el 1914, la qual cosa fa pensar que hi podria haver tramés la tècnica als artesans locals.
Del taller de la seva família van sortir diferents moblistes i decoradors com Antoni Rigalt, Gaspar Homar o Santiago Marco, deixebles tots dos de la Casa Vidal.
De la seva producció es conserven al Museu Nacional d'Art de Catalunya una vintena de peces com paravents, rètols, llums i una porta vidriera de 4 fulls i quasi tres metres d'alt que es va realitzar aproximadament entre 1899 i 1904 per la casa de l'industrial Eusebi Bertrand i Serra al passeig de la Bonanova de Barcelona.
Es va casar amb Teresa Canadell i Padullés i van tenir quatre fills:Frederic, Carme, Teresa i Enric.

## Bibliografia

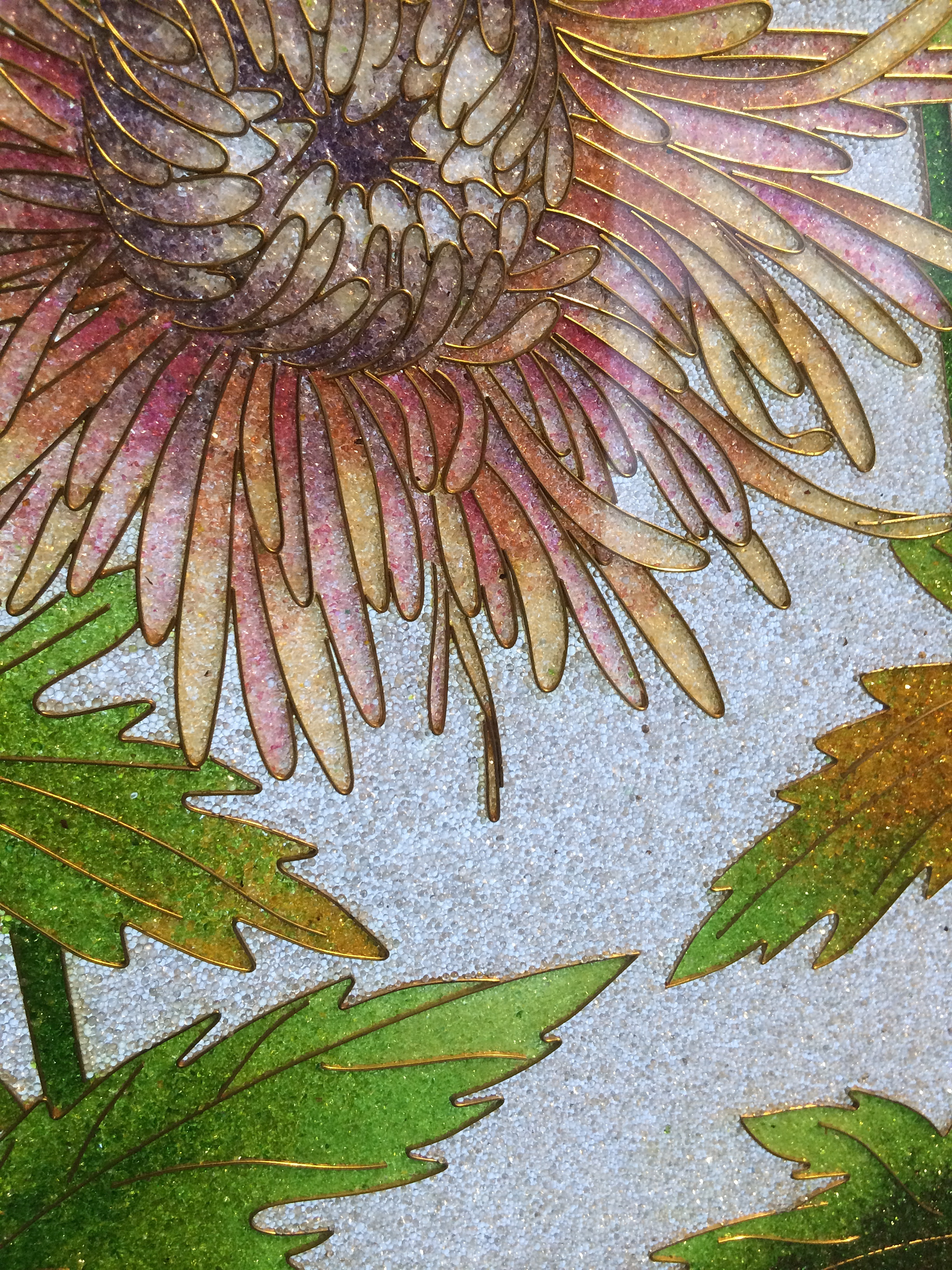
Detall amb els petits cloisons de vidre